# Daniel Druckman (Perkussionist)
Daniel Druckman (* in New York City) ist ein US-amerikanischer Perkussionist und Musikpädagoge.
Der Sohn des Komponisten Jacob Druckman studierte bis 1980 an der Juilliard School, außerdem am Berkshire Music Center in Tanglewood. Seit 1991 unterrichtete er an der Juilliard School. Im gleichen Jahr wurde er als Associate Principal Percussionist Mitglied des New York Philharmonic Orchestra. Er trat als Solist mit dem Los Angeles Philharmonic Orchestra, dem American Composer’s Orchestra und dem San Francisco Symphony Orchestra in der Konzertreihe New and Unusual Music und bei Konzerten in New York, Los Angeles, San Francisco und Tokio auf und arbeitete als Kammermusiker u. a. mit der Chamber Music Society des Lincoln Center, den Da Capo Chamber Players, dem American Brass Quintet, der Group for Contemporary Music, Steve Reich and Musicians und dem Philip Glass Ensemble zusammen.
Als Mitglied des New York New Music Ensemble und des Ensembles Speculum Musicae spielte Druckman Uraufführungen von Werken Milton Babbitts, Elliott Carters, Jacob Druckmans, Aaron Jay Kernis', Oliver Knussens, Poul Ruders', Joseph Schwantners, Ralph Shapey und Charles Wuorinens. Er trat mit Alan Feinberg am Dartmouth College, mit Fred Sherry beim BargeMusic und  mit Dawn Upshaw in der Carnegie Hall auf, und nahm bei Bridge Records Elliott Carters Eight Pieces for Four Timpani und bei Koch International Jacob Druckmans Reflections on the Nature of Water auf.